# Caroline van Mecklenburg-Strelitz

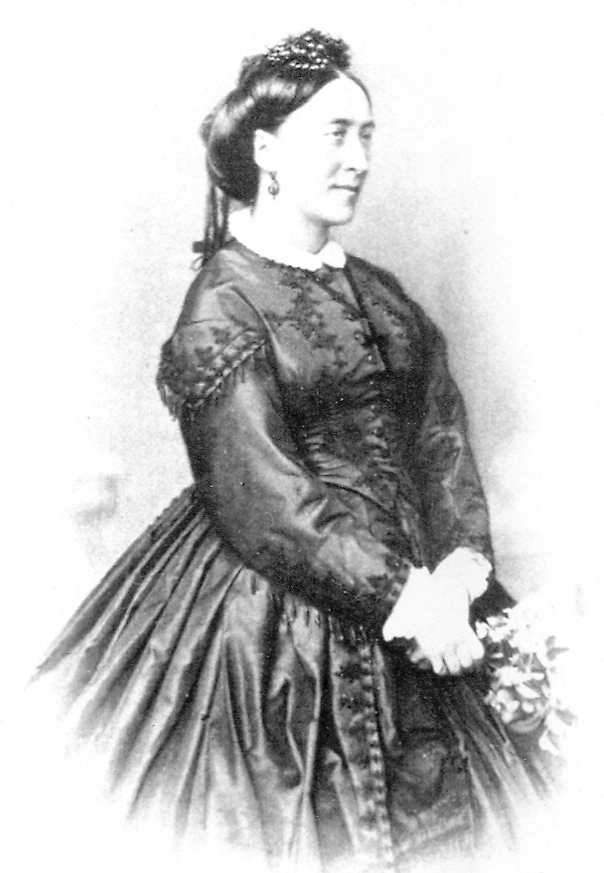
Caroline van Mecklenburg-Strelitz.

Caroline Charlotte Marianne van Mecklenburg-Strelitz (Neustrelitz, 10 januari 1821 - aldaar, 1 juni 1876) was van 1841 tot 1846 kroonprinses van Denemarken. Ze behoorde tot het huis Mecklenburg.

## Levensloop
Caroline was een dochter van groothertog George van Mecklenburg-Strelitz uit diens huwelijk met Marie, dochter van prins Frederik van Hessen-Kassel.
Op 10 juni 1841 huwde ze in Neustrelitz met de latere koning Frederik VII van Denemarken (1808-1863), toen nog Deens kroonprins, die zijn eerste, ongelukkige huwelijk met Wilhelmina Maria van Denemarken in 1837 had laten ontbinden. Ook zijn tweede huwelijk leek al snel op een mislukking uit te draaien. De kroonprins was namelijk een humeurige man die excessief dronk en een notoire rokkenjager was en de erg verlegen en nerveuze Caroline was niet in staat om zijn karakter ten goede te veranderen. Na een bezoek aan haar ouders in 1844 weigerde ze nog terug te keren naar Denemarken. In 1846 werd de echtscheiding uitgesproken.
Na haar scheiding mocht Caroline al haar titels behouden. Ze keerde terug naar Neustrelitz en leidde daar vanaf 1850 een bescheiden leven in het voor haar opgerichte Carolinenpalais. In 1860 stichtte ze in Neustrelitz ook het ziekenhuis Carolinenstift. Caroline sprak nog zelden over haar ex-echtgenoot, behalve wanneer er Deense bezoekers in de buurt waren. Toen zei ze vaak dat Frederik veel te bizar was.
In juni 1876 stierf ze in Neustrelitz. Haar overlijden bleef vrijwel onopgemerkt en ze werd bijgezet in de Vorstencrypte van de Slotkerk in Mirow.